# Happy Feet
Happy Feet is een Amerikaanse animatiefilm uit 2006 onder regie van George Miller. De film werd gemaakt door de film- en visuele effectenstudio Animal Logic in Sydney. De film is opgedragen aan Steve Irwin.
In Nederland is de film in de originele Engelstalige versie en in de nagesynchroniseerde Nederlandstalige versie te zien. In België bestaat tevens een Vlaams nagesynchroniseerde versie.
In 2011 kwam vervolg Happy Feet Two uit.

## Inhoud
Iedere keizerspinguïn heeft een hartenlied om een paringspartner aan te trekken en zoekt een soortgenoot van het andere geslacht met een hartenlied dat een aanvullende werking heeft. Mannetje Memphis en vrouwtje Norma Jean vinden elkaar en raken later verheugd met een krakend wit pinguïnei. Terwijl Memphis het ei tegen weer en wind beschermt, vertrekt Norma Jean samen met de andere wijfjes op een lange vistocht. In een mum van onoplettendheid laat Memphis per ongeluk het ei vallen, waardoor het korte tijd wordt blootgesteld aan de ijskoude temperaturen van de Zuidpool. De spanning omtrent het wel of niet uitkomen van het ei verdwijnt wanneer de schaal breekt en zoontje Mumble op blije, klunzige wijze de wereld gedag zegt. Mumble heeft blauwe ogen, een donsvacht, maar een verschrikkelijke stem die hij louter kan compenseren met een onzinnig talent: tapdansen.
Mumble's onnatuurlijke gave wordt door de kolonie – onder leiding van ouderling Noah en diens kompanen – niet gewaardeerd, waarom Miss Viola en later Mrs. Astrakhan proberen om het scharminkel een fatsoenlijk niveau van zingen bij te brengen. Klasgenoten Gloria en Seymour tonen hun zangtalent vol overgave, maar de kleine Mumble wordt door zijn kolonie – inclusief vader Memphis – verbannen en vindt uitsluitend steun bij moeder Norma Jean en beste maatje Gloria. Als Mumble zich in afzondering met dansen vermaakt, wordt het kleine mormel onderbroken door roofmeeuw Boss Skua en diens posse Dino, Frankie en Vinnie, die als jagers de waggelende vogel willen verorberen. Skua maakt zijn prooi wijs dat de ring om zijn enkel na een ontvoering door "aliens" is geplaatst. Mumble valt per abuis in een nauwe spleet en weet te ontkomen aan de klauwen van de gulzige roofvogels.
Na het eindexamen gaat een inmiddels volwassen Mumble met zijn klasgenoten mee op hun eerste reis in de oceaan, waarna de feestelijke dag zich voortzet op een ijsberg. Niet kunnende zingen verstoort de achtergeschoven Mumble steeds het gezang van de pinguïns die hun diploma wel hebben gehaald. De verbannen Mumble wordt na een dutje wakker op een kleine ijsberg en wordt aangevallen door een zeeluipaard die hem wegjaagt en uiteindelijk ver van zijn kolonie tussen een kolonie adeliepinguïns – klein van statuur, maar uiterst loyaal naar vrienden – brengt. Mumble sluit vriendschap met de "Amigos", een groep vrijgezellen bestaande uit Ramon, broers Raul en Nestor en tweeling Rinaldo en Lombardo. De "Amigos" houden van Mumble's flitsende dansmoves en verschaffen hem het onvoorwaardelijke gevoel van erkenning dat hij zo lang heeft moeten missen. Als Mumble per ongeluk een lawine veroorzaakt en een verborgen graafmachine van een gletsjer in zee doet belanden, ziet de dappere pinguïn het als zijn taak om de gevreesde "aliens" te vinden.
In de woongemeenschap van de keizerspinguïns vormt Gloria het centrum van alle aandacht, maar het wijfje heeft geen enkele interesse voor de hartenliederen die haar worden toegeworpen. De vlotte Ramon wil zijn vriend Mumble helpen met het zingen van een passievol lied, maar Gloria laat zich niet gek maken en keert Mumble gepikeerd de rug toe. In de moed der wanhoop tracht Mumble zijn liefde te overtuigen met een opbouwend tapritme dat Gloria doet beseffen dat ze het refrein voor haar hartenlied heeft gevonden.
De ouderling Noah ziet het tekort aan vis als straf van de "Grote 'Guin" voor het rebelse dansen dat Mumble tentoonspreidt. De donzige pinguïn wil zijn kolonie uitleggen dat de geheimzinnige "aliens" schuldig zijn aan de visschaarste, maar alleen Norma Jean en Gloria geloven het onwaarachtige verhaal. Noah verbant Mumble opnieuw uit de kolonie, maar bij vertrek verkondigt de moedige held dat hij de ware oorzaak van de hongersnood zal achterhalen. Met de "Amigos" en de geschifte kuifpinguïn Lovelace – die zichzelf met een stuk plastic tot helderziende heeft benoemd – reist hij over uitgestrekte velden op zoek naar de boosdoeners die zijn kolonie in gevaar brengen. Hij beledigt Gloria om haar zangtalent om te voorkomen dat het wijfje zich bij de bijzondere groep voegt en de veiligheid van het koloniale bestaan achter zich laat. Op hun tocht komt de trio pinguotti onder meer in contact met een horde zeeolifanten – onder wie Trev, Nev, Kev en Barry – en een tweetal vervaarlijke orka’s die uitermate snakken naar een lekker hapje pinguïnvlees.
Als Mumble een schip ziet varen, laat de pinguïn de rest achter om het gevaarte te volgen en als een bezienswaardigheid in Marine World te eindigen. De nieuwe aanwinst van het zeepark probeert met de hem omgevende "aliens" in contact te komen, maar na drie maanden opsluiting staakt hij zijn verwoede pogingen en dreigt hij volledig door te draaien. Mumble begint met dansen en schaart weldra een groot aantal mensen om zich heen. Bij zijn vrijlating heeft de pinguïn heuse veren en een opsporingsapparaat op zijn rug om de mensen naar zijn kolonie te leiden en hen te overtuigen tot maatregelen tegen de wereldwijde overbevissing.

## Stemmen

### Originele versie
- Elijah Wood - Mumble
- Elizabeth Daily - Mumble (baby)
- Brittany Murphy - Gloria
- Alyssa Shafer - Gloria (baby)
- Hugh Jackman - Memphis
- Nicole Kidman - Norma Jean
- Robin Williams - Ramon / Lovelace
- Lombardo Boyar - Raul
- Carlos Alazraqui - Nestor
- Jeffrey Garcia - Rinaldo
- Johnny Sanchez III - Lombardo
- Hugo Weaving - Noah
- Magda Szubanski - Miss Viola
- Miriam Margolyes - Mrs. Astrakhan
- Fat Joe - Seymour
- Cesar Flores - Seymour (baby)
- Anthony LaPaglia - Boss Skua
- Danny Man - Dino
- Michael Cornacchia - Frankie
- Mark Klastorin - Vinnie
- Steve Irwin - Trev
- Nicholas McKay - Nev
- Tiriel Mora - Kev
- Richard Carter - Barry
- Roger Rose - zeeleeuw
- Lee Perry - oudere
- Alan Shearman - oudere
- Larry Moss - oudere
- Peter Carroll - oudere
- Giselle Loren - adélie-chica
- Michelle Arthur - adélie-chica
- Denise Blasor - adélie-chica
- Dee Bradley Baker - Maurice
- Chrissie Hynde - Michelle

### Nederlandse versie
- Jamai Loman - Mumble
- Lottie Hellingman - Gloria
- Stan Limburg - Memphis
- Laura Vlasblom - Norma Jean
- Frans van Deursen - Ramon
- Pim Koopman - Lovelace
- Reinder van der Naalt - Vriend van Mumble
- Karin Bloemen - Zangdocente Astrakan

### Vlaamse versie
- Timo Descamps - Mumble
- Kate Ryan - Gloria
- Gène Bervoets - Memphis
- Wendy Van Wanten - Norma Jean
- Tom Van Bauwel - Ramon
- Marc Peeters - Lovelace
- Bert André - Noah
- Neveneffecten - "Amigos"
- Matilde De Bruyn - Baby Gloria
- Lena Matthys - Little pinguin

## Soundtrack
- 1. Prince - Song Of The Heart
- 2. Gia Farrell - Hit Me Up
- 3. Pink - Tell Me Something Good
- 4. Brittany Murphy - Somebody To Love
- 5. Fantasia, Patti LaBelle & Yolanda Adams - I Wish
- 6. The Brand New Heavies & Jamalski - Jump n' Move
- 7. The Beach Boys - Do It Again
- 8. Jason Mraz - The Joker / Chrissie Hynde - Everything I Own
- 9. Robin Williams - My Way
- 10. Nicole Kidman - Kiss / Hugh Jackman - Heartbreak Hotel
- 11. Brittany Murphy - Boogie Wonderland
- 12. k.d. lang - Golden Slumbers / The End
- 13. John Powell - The Story of Mumble Happyfeet